# Adiós (píseň, Ricky Martin)
„Adiós“ je píseň portorického zpěváka Rickyho Martina z jeho desátého studiového alba A Quien Quiera Escuchar.

## Informace o písni
Napsali a produkovali ji Ricky Martin, Yotuel Romero a Antonio Rayo. Píseň vyšla 23. září 2014 také jako singl se čtyřmi jazykovými verzemi: španělské, anglické, anglicko-francouzské a anglicko-turecké.
„Adiós“ o délce 3 minut a 58 sekund je směsicí žánrů world music Píseň je ovlivněna hudbou různých částí světa, po kterých Ricky Martin v roce 2014 cestoval.
Haley Longman z britského týdeníku OK! ocenila mnohojazyčnost písně.

## Tracklist
Digital download

1. "Adiós" (3:58)

Digital EP

1. "Adiós" (3:58)
2. "Adios" (English Version) (3:58
3. "Adiós" (English/French Version) (3:58
4. "Adios" (Mambo Remix featuring Nicky Jam) (3:52)

Ranchera Remix

1. "Adiós" (Ranchera Remix featuring Julión Álvarez y Su Norteño Banda) (3:58)

## Hitparádové úspěchy
Singl „Adiós“ debutoval v americké hitparádě Billboard Hot Latin Songs na 22. příčce. Jeho vrcholem v tomto žebříčku bylo nakonec deváté místo. „Adiós“ byla 41. písní Rickyho Martina v této hitparádě.
Ve výroční hitparádě americkém Billboardu latinské oblasti Hot Latin Songs roku 2014 se umístilo na 96 příčce.